# Stazione di Ozzano Taro
La stazione di Ozzano Taro è una fermata ferroviaria posta sulla ferrovia Pontremolese, a servizio di Ozzano Taro, frazione del comune di Collecchio.

## Storia
L'impianto fu inaugurato il 1º luglio 1899 a seguito dello spostamento dell'esercizio dalla vecchia stazione, inaugurata dieci anni prima, al nuovo impianto.
Venne declassata a fermata nel 1985 e da allora dispone di un solo binario.

## Strutture e impianti
La fermata dispone di un fabbricato viaggiatori e di una banchina che serve l'unico binario passante della linea.
Particolarità della fermata è quella di essere "spezzata" in due dal passaggio a livello di Via Qualatico, pertanto la banchina è divisa in due parti, una lato Parma ed un'altra lato La Spezia, dove trova posto il fabbricato viaggiatori.
Tale fabbricato ospitava la sala di attesa, oggi chiusa al pubblico. Non è presente alcuna pensilina al servizio dei viaggiatori.

## Movimento
La stazione è servita da treni regionali svolti da Trenitalia e Trenitalia Tper nell'ambito del contratto di servizio stipulato con la regione Emilia-Romagna.
La fermata è servita da pochi treni regionali, utilizzati principalmente da pendolari e dai lavoratori del locale stabilimento Plasmon, che si trova non lontano dalla stazione.
A novembre 2019, la stazione risultava frequentata da un traffico giornaliero medio di circa 43 persone (19 saliti + 25 discesi).

## Servizi
La stazione è classificata da RFI nella categoria bronze.
La stazione dispone di:
- Biglietteria automatica
- Servizi igienici